# Chinook (popolo)
I Chinook sono un gruppo di tribù che abitavano nel Nord America tutte appartenenti alla stessa famiglia linguistica (Lingue chinook). 

## Lista di popoli Chinook

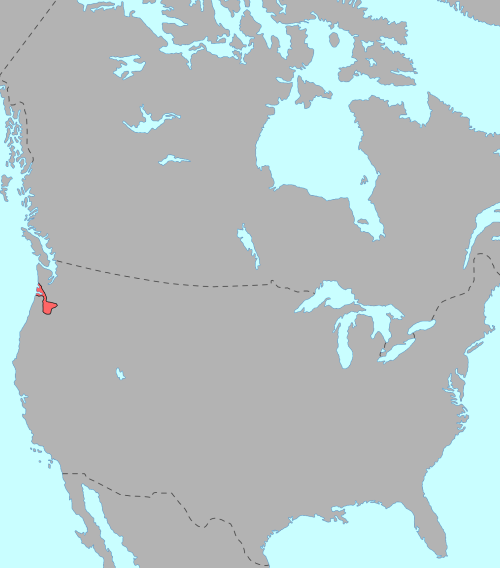
Territori Chinook

- Cathlamet
- Cathlahmahs
- Chilluckittequaw
- Clatsop
- Chahcowah
- Clackamas
- Clowwewalla
- Cushook
- Echelut (Wasco-Wishram)
- Kilooklaniuck
- Multnomah
- Skillot
- Wahkikum (Wac-ki-cum)
- Wappato o Wapato
- Wascopa
- Watlata